# Lunas, Hérault
Lunas är en kommun i departementet Hérault i regionen Occitanien i södra Frankrike. Kommunen ligger i kantonen Lunas som tillhör arrondissementet Lodève. År 2022 hade Lunas 672 invånare.

## Befolkningsutveckling
Antalet invånare i kommunen Lunas
Referens:INSEE